# Halicmetus
Halicmetus is een geslacht van straalvinnige vissen uit de familie van de vleermuisvissen (Ogcocephalidae).

## Soorten
- Halicmetus niger Ho, Endo & Sakamaki, 2008
- Halicmetus reticulatus Smith & Radcliffe, 1912.
- Halicmetus ruber Alcock, 1891.